# Жан III (Намюр)
Жан III (на френски: Jean III de Namur, † 1 март 1429) е от 1418 до 1429 г. последният маркиз на Маркграфство Намюр.

## Биография
Той е син на маркиз Вилхелм I († 1391) от фамилията Дом Дампиер и на Катарина Савойска († 1388), дъщеря на Луи II Савойски, барон на Вауд, и на Изабела от Шалон
Жан III последва през 1418 г. по-големия си бездетен брат Вилхелм II († 10 януари 1418). На 23 април 1421 г. той продава правото си на наследство на Филип Добрия, херцог на Бургундия.
Жан не е женен, но има няколко извънбрачни деца.